# Потоцкий, Юзеф (1695—1764)
Граф Юзеф Потоцкий (1695—1764) — государственный деятель Речи Посполитой, каштелян львовский (1760—1764), староста щыжицкий и чорштынский.

## Биография
Представитель польского магнатского рода Потоцких герба «Пилява». Старший сын подкомория галицкого и воеводы смоленского Александра Яна Потоцкого (ум. 1714) от второго брака с Терезой Тарло. Внук польского писателя Павла Потоцкого и брат Антония Михаила Потоцкого.
В 1760 году получил должность каштеляна львовского и стал кавалером Ордена Белого орла.
Был дважды женат. В 1730 году первым браком женился на Констанции Морштын, от брака с которой имел единственную дочь:
- Марианна Потоцкая, жена старосты вавольницкого Станислава Малаховского

В 1736 году вторично женился на Пелагее Потоцкой (ум. после 1794), дочери старосты грибовецкого и тлумацкого Ежи Потоцкого (ум. 1747) от второго брака с Констанцией Подберезской (ум. 1730). Дети:
- Игнацы Потоцкий (1738—1794), староста каневский и глинянский, затем каноник краковский
- Юзеф Макарий Потоцкий (ум. 1821), староста галицкий и чорштынский
- Доминик Потоцкий (ум. 1803), староста сокольницкий
- Пётр Франтишек Потоцкий (1745—1829), староста чорштынский, шеф полка Потоцких
- Павел Потоцкий, схоластик луцкий, каноник краковский
- Каетан Потоцкий (ум. 1793), каноник гнезненский и краковский
- Ян Потоцкий, староста каневский
- Пелагея Марианна Потоцкая, жена кравчего великого литовского Зигмунда Грабовского.